# 27 de gener
El 27 de gener és el vint-i-setè dia de l'any del calendari gregorià. Queden 338 dies per finalitzar l'any i 339 en els anys de traspàs.

## Esdeveniments
Països Catalans
- 1151 - Tudilén: Es firma el Tractat de Tudilén entre Alfons VII, l'Emperador, rei de Lleó, de Castella i de Galícia, i Ramon Berenguer IV, comte de Barcelona i príncep d'Aragó
- 1838 - Benicarló (Baix Maestrat): els liberals rendeixen la ciutat al final del setge de Benicarló de 1838 durant la primera guerra carlina.
- 1939 - Catalunya: Les tropes franquistes entren a Badalona, Santa Coloma de Gramenet, El Masnou, Premià de Mar, Vilassar de Mar, Mataró, Artés, La Llagosta i Sant Fost de Campsentelles.[1]
- 1994 - Vaga general de 24 hores contra els retalls socials i la imposició de la reforma laboral pel govern socialista.
- 2005 - Barcelona: Esfondrament del Carmel. Col·lapsa un túnel en les obres d'ampliació de la línia 5 del metro de Barcelona al seu pas pel barri del Carmel.

Resta del món
- 1887 - París, França: hi comencen les obres de la Torre Eiffel.
- 1944 - Es posa fi al setge nazi sobre Leningrad, actual Sant Petersburg, després de 29 mesos i amb un 1'5 milions de morts, aproximadament.
- 1945 - L'Exèrcit Roig allibera el camp d'extermini d'Auschwitz, a Polònia.
- 1951 - Madrid: S'inaugura el Museu Lázaro Galdiano.[2]
- 1973 - París, França: Estats Units i el Vietnam del Nord signen un acord d'alto el foc per cloure la Guerra del Vietnam.[3]
- 2006 - Primera celebració oficial del Dia Internacional de Commemoració en Memòria de les Víctimes de l'Holocaust, després de la Resolució 60/7 de proclamació de l'ONU el 1r de novembre del 2005.[4]

## Naixements
Països Catalans
- 1808 - Vilanova i la Geltrú (Garraf): Manuel de Cabanyes i Ballester, poeta preromàntic en llengua castellana.[5]
- 1884 - Sabadell, Vallès: Cebrià Cabané i Bril, pianista i professor de música català.
- 1889 - Reus, Baix Camp: Joan Rebull Torroja, escultor català, considerat un dels més importants del segle xx a Catalunya (m. 1981).[6]
- 1920 - Girona: Josep Canal i Roquet, historiador i arqueòleg català (m. 2013).
- 1938 - Ripoll: Concepció Ferrer i Casals, filòloga i política catalana, ha estat diputada i eurodiputada.[7]
- 1955 - Barcelona, Arnal Ballester i Arbonès, il·lustrador.
- 1963 - Barcelona: Magda Casamitjana, política catalana, de professió filòloga.[8]
- 1995 - Barcelona: Àlex Monner, actor català.

Resta del món
- 1717, Eichenau: Marianne Pirker, cantant alemanya.
- 1756, Salzburg, Arxiducat d'Àustria: Wolfgang Amadeus Mozart, compositor austríac.
- 1775, Leonberg, Württemberg, Alemanya: Friedrich Schelling, filòsof alemany.
- 1806, Bilbao, Biscaia: Juan Crisóstomo de Arriaga, compositor basc.
- 1830, Lodi, Llombardia: Carlotta Ferrari, compositora i poeta italiana (m. 1907).[9]
- 1832, Daresbury, Cheshire, Anglaterra: Lewis Carroll, escriptor anglès.
- 1850, Viena, Imperi Austríac: Marie Fullinger, soprano austríaca.
- 1869, Washington DC, Estats Units: Marion Cook, violinista, saxofonista i director d'orquestra estatunidenc de jazz tradicional (m. 1944).[10]
- 1891, Kíiv, Imperi Rus, avui Ucraïna: Ilià Ehrenburg, escriptor i periodista soviètic.[11]
- 1893, Xangai (Xina): Soong Ching-ling, política xinesa (m. 1981).[12]
- 1903, Northcote, Victòria (Austràlia): John Carew Eccles, neurofisiòleg australià, Premi Nobel de Medicina o Fisiologia de l'any 1963 (m. 1997).
- 1906, Madrid: Constancia de la Mora Maura, alta funcionària de la Segona República espanyola exilada (m. 1950).[13]
- 1921, Denison (Iowa): Donna Reed, actriu estatunidenca de gran popularitat a les dècades de 1950 i 1960 (m. 1986).[14]
- 1926, Sollefteå, Ångermanland: Ingrid Thulin, actriu sueca de cinema i teatre (m. 2004).[15]
- 1934: 
  - Boulogne-Billancourt: Édith Cresson, política francesa que fou Primera Ministra, la primera dona a ocupar aquest càrrec.[16]
  - William Anthony Gamson, professor de sociologia de la Universitat de Boston (m. 2021).
- 1936, Ann Arbor, EUA: Samuel Chao Chung Ting, físic nord-americà, Premi Nobel de Física l'any 1976.[17]
- 1944, Belfast, Irlanda del Nord: Mairead Corrigan, figura pública, pacifista nord-irlandesa, Premi Nobel de la Pau de 1976).[17]
- 1948:
  - Riga, URSS, avui Letònia: Mikhaïl Baríxnikov, ballarí, coreògraf i actor estatunidenc.
- 1950, Matanzas, Cuba: Pedro Juan Gutiérrez, escriptor cubà.
- 1957, Olney, Maryland, Estats Units: Frank Miller, autor de còmic estatunidenc.
- 1975, Teheran: Mitra Farahani, pintora i directora de cinema iraniana, establerta a París.[18]
- 1980, Moscou: Marat Safin, polític i extennista rus.

## Necrològiques
Països Catalans
- 1794 - València: Francesc Pérez Bayer, erudit i humanista valencià de la Il·lustració (n. 1711).
- 1952 - Barcelona: Maria Domènech i Escoté, escriptora catalana (n. 1874).[19]
- 1966 - l'Escala, Alt Empordà: Caterina Albert, coneguda pel nom de ploma Víctor Català, escriptora catalana (n. 1869).[20]
- 2012 - Alacant: Asunción Cruañes Molina, política valenciana (n. 1925).[21]
- 2016 - Sant Feliu de Guíxols, Baix Empordà: Carles Hac Mor, escriptor català (n. 1940).
- 2021:
  - Valldoreix, Vallès Occidental: Carles Perelló i Valls, matemàtic i enginyer (n. 1932).[22]
  - València: Adrián Campos Suñer, pilot de carreres. Va córrer a la F1 l'any 1987 i 1988 per a l'equip Minardi (n. 1960).[23]
- 2023 - Reus: Gerard Escoda Nogués, futbolista català (n. 1972).

Resta del món
- 1540, Brèscia: Àngela Merici, religiosa fundadora de la Companyia de Santa Úrsula (n. 1474).[24]
- 1731, Florència, Itàlia: Bartolomeo Cristofori, constructor d'instruments musicals italià, reconegut per haver inventat el piano (n. 1655).
- 1836: Samru Begam, sobirana de Sardhana, esposa i successora de l'aventurer Walter Reinhardt.[25]
- 1844, París, França: Charles Nodier, escriptor francès (n. 1780).[26]
- 1901, Milà, Llombardia, Regne d'Itàlia: Giuseppe Verdi, compositor italià d'òperes (n. 1813).
- 1915, Berkeley, Califòrnia (USA): Charles Hard Townes, físic, Premi Nobel de Física de l'any 1964 (n. 1915).
- 1940, Presó de Lubianka, Moscou: Isaac Bàbel, escriptor rus (n. 1894).
- 1947, Beirut, Líban: Ilyas Abu-Xàbaka, poeta, editor, traductor i crític literari libanès, considerat una de les figures capdavanteres de la Nahda.
- 1970, Viena: Marietta Blau, física austríaca, especialista en la física de partícules.[27]
- 1972, Chicago, Illinois, EUA: Mahalia Jackson, cantant de gospel, pianista, saxofonista, i trompetista afroamericana (n. 1911).[28]
- 1978, Cépet, Llenguadoc: Marguerite Canal, compositora i directora tolosana (n. 1890).[29]
- 1979, Buenos Aires, Argentina: Victoria Ocampo, escriptora i editora argentina (n. 1890).[30]
- 1983, Nantes, França: Louis de Funès, còmic francès (n. 1914).
- 1995, Créteil, França: Jean Tardieu, poeta i dramaturg francès (n. 1903).
- 1999, Salamanca, Espanya: Gonzalo Torrente Ballester, escriptor i periodista espanyol (n. 1910).
- 2000, Viena, Àustria: Friedrich Gulda, pianista austríac (n. 1930).
- 2008, Jakarta, Indonèsia: Suharto, militar i líder polític d'Indonèsia (n. 1921).[31]
- 2009, Massachusetts, Estats Units: John Updike, escriptor estatunidenc, autor de novel·les, relats curts, poesies, assajos i crítiques literàries, així com un llibre de memòries personals (n. 1932).
- 2010, Cornish (Nou Hampshire), Estats Units: Jerome David Salinger, escriptor estatunidenc, autor, entre d'altres, d'El vigilant en el camp de sègol (n. 1919).
- 2014, Beacon, EUA: Pete Seeger, cantautor i activista polític. (n. 1919).
- 2016, Neuilly-sur-Seine (França): Jean-Louis Martinoty, musicòleg, escriptor i director d'escena francès (n. 1946).
- 2017, París: Emmanuelle Riva, actriu de cinema i de teatre i poeta francesa (n. 1927).[32]

## Festes i commemoracions
- Dia Internacional de Commemoració en Memòria de les Víctimes de l'Holocaust.[4]
- Onomàstica: sants Àngela Merici, fundadora de les ursulines; Enric d'Ossó i Cervelló, fundador de les teresianes; Vitalià I, papa; Emeri de Banyoles, abat; Càndida de Banyoles, mare de sant Emeri; Julià de Le Mans, bisbe; Devota de Còrsega; serventa de Déu María Rafaela Quiroga Sor Patrocinio.